# 哀王 (楚)
哀王（あいおう）は、中国戦国時代の楚の王（在位：紀元前228年）。姓は羋、氏は熊。諱は猶。考烈王の子で、幽王の同母弟。

## 生涯
幽王10年（紀元前228年）、兄の幽王が死去したため、即位した。
哀王は即位後わずか2カ月余で、庶兄の負芻を擁立した楚の国人らによって、母の李環やその兄の李園と共に殺害された。このため、負芻が楚の王位に就いた。